# Crikvenica
Crikvenica est une ville et une municipalité située sur la mer Adriatique, dans le comitat de Primorje-Gorski Kotar, en Croatie. Au recensement de 2001, la municipalité comptait 11 348 habitants, dont 90 % de Croates et la ville seule comptait 7 121 habitants.
Les villes les plus proches de Crikvenica sont Kraljevica et Novi Vinodolski.

## Histoire
La ville doit son nom à l'église (en croate : crikva) du monastère paulinien érigé en 1412 par le vice-roi Nikola Frankopan en 1412.
Au XIXe siècle, grâce à son climat tonique et à ses longues plages de sable, Crikvenica est devenue une station balnéaire à la mode, très appréciée des élites de l'empire austro-hongrois. Le tourisme s'y est rapidement développé et l'on y construisit le premier hôtel en 1891. C'est en 1909 que le statut de ville de cure fut reconnu à Crikvenica.

## Localités
La municipalité de Crikvenica compte 4 localités : 
- Crikvenica
- Dramalj
- Jadranovo
- Selce

## Villes jumelées
| Ville | Ville                | Pays | Pays    |
| ----- | -------------------- | ---- | ------- |
|       | Harkány              |      | Hongrie |
|       | Saint-Dié-des-Vosges |      | France  |
|       | Verbania             |      | Italie  |